# Starec Vasilij Grjaznov
Starec Vasilij Grjaznov (Старец Василий Грязнов) è un film del 1924 diretto da Česlav Genrichovič Sabinskij.